# 埃策尔旺
埃策尔旺是德国巴伐利亚州的一个市镇。总面积21.69平方公里，总人口1442人，其中男性719人，女性723人（2011年12月31日），人口密度66人/平方公里。